# Trijntje van Heerde
Trijntje van Heerde, nata Dekker, (1º ottobre 1896 – 2 aprile 1965), è stata una donna olandese che, durante il secondo conflitto mondiale, nascose per cinque mesi nella sua casa due ragazze ebree.

## Biografia
Nell'autunno del 1943, la giovane vedova Trijntje van Heerde-Dekker, residente a Broek op Langendijk (Olanda Settentrionale), nascose nella sua casa due ragazze ebree, le sorelle Klara e Sarah Elte, rispettivamente di 21 e 22 anni, nonostante fosse madre di cinque bambini. Le ragazze, residenti ad Amsterdam ma originarie di Den Helder, dovettero lasciare per un breve periodo la casa della famiglia de Krijger perché quel nascondiglio era diventato pericoloso. Per ragioni analoghe, dopo circa cinque mesi, dovettero lasciare anche la casa della signora van Heerde. Il 24 maggio del 1979 Trijntje ricevette la nomina a Giusto tra le nazioni.